# Franklin Welsh Bowdon
Franklin Welsh Bowdon (* 17. Februar 1817 in Chester District, South Carolina; † 8. Juni 1857 in Henderson, Texas) war ein US-amerikanischer Rechtsanwalt und Politiker (Demokratische Partei). Er war der Onkel des US-Abgeordneten Sydney Johnston Bowie.

## Werdegang
Franklin Welsh Bowdon besuchte eine Gemeinschaftsschule und graduierte 1836 an der University of Alabama in Tuscaloosa. Er studierte Jura, bekam seine Zulassung als Anwalt und fing dann in Talladega (Alabama) an zu praktizieren. Bowdon verfolgte ebenfalls eine politische Laufbahn. Er war in den Jahren 1844 und 1845 Mitglied im Repräsentantenhaus von Alabama. Dann wurde er in den 29. US-Kongress gewählt, um dort die Vakanz zu füllen, die durch den Tod von Felix G. McConnell entstand. Danach wurde er in den 30. und den 31. US-Kongress wiedergewählt. Bowdon entschied sich 1850 gegen eine Kandidatur für den 32. US-Kongress. Er war im US-Repräsentantenhaus vom 7. Dezember 1846 bis zum 3. März 1851 tätig. Während dieser Zeit hatte er den Vorsitz über das Committee on Public Buildings and Grounds (31. US-Kongress). Nach Ablauf seiner Amtszeit zog er 1852 nach Henderson (Texas), wo er wieder seiner Tätigkeit als Anwalt nachging.
Franklin Bowdon war der Schwiegersohn des Kongressabgeordneten Thomas Chilton (1798–1854) aus Kentucky.